# Jean-Michel Barrault
Pour les articles homonymes, voir Barrault.
Jean-Michel Barrault  , né le 16 septembre 1927 à Nantes et mort le 17 janvier 2024 à Paris,, est un écrivain de marine, circumnavigateur, journaliste et éditorialiste français.

## Biographie

### Jeunesse et formation
Issu d’une famille de marins, Jean-Michel Barrault naît le 16 septembre 1927 à Nantes. Il est licencié en droit et diplômé de Sciences-Po Paris, où il rencontre Dany, sa future épouse.
Dans sa jeunesse, au large du Croisic, il navigue sur des bateaux de pêche à la voile.

### Écriture
Jean-Michel Barrault collabore à Paris Match, L'Aurore, au Télégramme, au Figaro et aux magazines spécialisés Yacht, Neptune-Nautisme, Voiles et Voiliers — dont il est un temps le rédacteur en chef — et Voile magazine.

Il est l’auteur de trente-cinq ouvrages maritimes, récompensés par une douzaine de prix littéraires (prix Louis-Castex de l’Académie française, prix de l’Académie de marine, prix des écrivains bretons, prix Jules-Verne…). Il est l’ami des plus grands noms de la voile : Éric Tabarly, Alain Colas ou encore Bernard Moitessier auquel il consacre un livre (sorti en 2004). Il est un invité récurrent depuis 1990 au festival international Étonnants Voyageurs à Saint-Malo.

### De la Course de l'Aurore à la Solitaire
En 1970, Jean-Michel Barrault participe avec Jean-Louis Guillemard à la naissance de la Course de l'Aurore, épreuve qui devient, dix années plus tard, la course au large la Solitaire du Figaro, à laquelle participent les grands noms de la voile française tels Philippe Poupon, Jean Le Cam, Michel Desjoyeaux, Jérémie Beyou, Patrick Eliès, Yann Eliès, Armel Le Cléac'h, Christophe Auguin ou encore Laurent Bourgnon. Son fils, Jean-Gabriel Barrault, confie : 

« Face à l'inflation des budgets de sponsoring, il a voulu créer une course très sélective qui serait une première marche pour construire une écurie française de course en solitaire. […] il a voulu une course monotype où le premier arrivé était le vainqueur ! »

— propos recueillis par AFP

Logo de 1970 à 2007.

Pendant plusieurs décennies, il a couvert les principaux événements du nautisme international.

### Vie privée
Après qu’il a rencontré sa femme à Sciences-Po Paris, ils effectuent conjointement deux tours du monde à la voile et nombre d’autres traversées, du détroit de Magellan au Spitzberg. Son épouse, Dany, fut la première femme skipper (avec un équipage exclusivement féminin) en 1965, dans la course Cowes-Dinard. Vivant à Paris, place des Vosges, ils demeurent mariés 73 ans, jusqu’au décès de Dany le 1er janvier 2024.
Jean-Michel Barrault meurt deux semaines après, le 17 janvier 2024.

## Distinctions
Jean-Michel Barrault est commandeur de l'ordre du Mérite maritime(chevalier : 1988, officier : 1999, commandeur : 2011), chevalier des Arts et des Lettres, frère de la côte, grand-frère de la Flotte d’Isle de France, membre de l'Académie de marine, membre du Yacht Club de France, président fondateur de l’Union des plaisanciers français, et membre fondateur des Écrivains de marine.

## Publications
- Navigation de plaisance, Flammarion, 1961
- Les Grandes Heures du yachting, Port-Royal, 1965
- Vade-mecum du petit PDG, Arthaud, 1969
- Vade-mecum du parfait médecin, Arthaud, 1970
- Vade-mecum du petit yachtman, Arthaud, 1971
- Vade-mecum du parfait agent secret, Arthaud, 1972
- Initiation au yachting, Arthaud, 1973
- …Et les bisons brouteront à Manhattan, Julliard, 1973
- La Vie sauve JC Lattès-EMOM, 1972
- Le Coup du yacht, Arthaud, 1972
- Au Cap Horn à vingt ans, Gallimard 1974
- Brigantin, Arthaud, 1975
- Passion de la voile et du large, Arthaud, 1976
- Je sais tout sur la mer, dicos Hachette, 1976
- Ressac, JC Lattès-EMOM, 1981
- Grande croisière, Éditions Maritimes et d'Outre-Mer, 1984
- Amours océanes, Gallimard, 1986
- Mer misère, Seghers, coll. « Horizons », 1991, 244 p. ; rééd. Éditions Ancre de marine, 2008, 200 p. Une campagne de pêche à la morue sur les bancs de Terre-Neuve ; Erwan, mousse de seize ans, s'embarque à Saint-Malo, entre apprentissage impitoyable, folie et mutinerie.
1991 : Grand prix Jules-Verne décerné par l'Académie de Bretagne.
- Guide de grande croisière, avec Dany Barrault, Ouest-France-EMOM, 1992
- Le Parcours du premier roman, le Félin, 1993
- Mer bonheur, Glénat, 1993
- Le Sacre et La Pensée : 1529, de Dieppe à Sumatra, Seghers, 1989 ; Petite bibliothèque Payot/Voyageurs, 1996  (ISBN 2-228-89004-9) En 1529, le Sacre et la Pensée appareillent de Dieppe. Les frères Parmentier ont mission d'ouvrir la route de l'Orient. L'expédition sera un échec.
- Magellan : la Terre est ronde, Gallimard, 1997
- Tabarly, ses bateaux de légende, Larivière, 1998
- Escales, Glénat, 1999
- Des bateaux et des hommes. L'aventure de la voile française de 1950 à 2000, Robert Laffont, 2002, 403 p.  (ISBN 2-221-09217-1)
- Moitessier : le long sillage d’un homme libre, Seuil, 2004
- Pirates des mers d’aujourd’hui, Gallimard, 2007
- Au bar du Yacht-Club, en collaboration avec Marc P.G. Berthier, Éditions du Gerfaut, 2007 Treize histoires de marins.
- Quatre peintres de la Marine. Regards sur les thermes marins de Saint-Malo : Éric Bari, Jean-Gabriel Montador, Ronan Olier, Annie Smith, Éditions des Thermes marins de Saint-Malo, 2009
- Port-Eden, Arthaud, 2013 Un tout jeune reporter au Républicain, Corentin Bonaventure, embarqué avec les colons sur le vapeur Stella Maris tient le journal de l'expédition de colonisation en Nouvelle-Guinée en 1879 à l'instigation du marquis de Rays.
- Éric Tabarly et ses bateaux de légende, avec la participation d'Olivier Le Carrer, Casa éditions, 2021